# (48047) Houghten
(48047) Houghten est un astéroïde de la ceinture principale.

## Description
(48047) Houghten est un astéroïde de la ceinture principale. Il fut découvert le 22 février 2001 à Nogales (Arizona) par l'Observatoire Tenagra II. Il présente une orbite caractérisée par un demi-grand axe de 2,29 UA, une excentricité de 0,05 et une inclinaison de 6,9° par rapport à l'écliptique.

## Compléments